# 北山ダム (佐賀県)
北山ダム（ほくざんダム）は、佐賀県佐賀市、一級河川・嘉瀬川本川最上流部に建設されたダムである。

## 概要
農林省九州農政局が建設した農林水産省直轄ダムで、現在は農林水産省の委託を受け佐賀土地改良区連合が管理を行う高さ59.3 mの重力式コンクリートダム。佐賀県内では初めて建設されたコンクリートダムで、佐賀平野へのかんがいと水力発電を目的にした治水（洪水調節）目的を持たない多目的ダムである。2011年（平成23年）に直下流の嘉瀬川ダムが完成するまでは、佐賀県最大規模のダムであった。ダムによって形成された人造湖は北山湖（きたやまこ）または北山貯水池（ほくざんちょすいち）と呼ばれ、佐賀県民のみならず福岡県民などの保養地になっている。
お笑い芸人はなわの2003年のヒット曲「佐賀県」で、佐賀のドライブデートスポットの「ダム」として歌詞のオチに登場するのは、この北山ダムのことである。

## 沿革
江戸時代、佐賀藩鍋島氏35万石の収入の基盤であった佐賀平野（白石平野）は、九州北部の穀倉地帯として古くは成富茂安による河川改修を始め、かんがいや堤防建設による治水・利水が行われていた。これにより佐賀平野における耕地面積はさらに拡大していったが、嘉瀬川は天井川でもあったため旱魃（かんばつ）の際には容易に流水がほとんど途絶する状況であり、根本的な農業用水確保は流域の悲願であった。
昭和に入り、物部長穂により発案され内務省が実用化させた『河水統制事業』は、九州では小丸川で着手されたが嘉瀬川においても1934年（昭和9年）頃より構想に上っていた。だがこの間太平洋戦争などがあり事業の実施には至らず、戦後になって本格的な事業検討がなされた。折から極度の食糧不足に悩む農林省は1947年（昭和22年）より『国営農業水利事業』を大井川・九頭竜川・野洲川・加古川の4水系で実施し始めたが、佐賀平野の稲作促進を図るため、農林省九州農政局は嘉瀬川本川上流部の佐賀郡富士町井田地点に農業用ダムを建設し、新規の農地開拓促進を目指した。
こうして1950年（昭和25年）、農林省によって国営嘉瀬川農業水利事業が計画され、その根幹施設として建設が行われたのが北山ダムである。

## 目的
ダムの目的はかんがい用水の確保と、水力発電である。

### かんがい
かんがいについては、下流の佐賀市大和地区惣座に川上頭首工を建設し、そこから左右両岸に総延長約90.8 kmの農業用水路を建設。流域の農地11,159 haに農業用水を供給する。この『国営嘉瀬川農業水利事業』は1973年（昭和48年）に完成し、後を継いだ佐賀県営の農業水利事業によってさらに施設が補強された。この県営事業も1985年（昭和60年）に完成している。現在は佐賀土地改良区によってダム・頭首工・用水路は管理されており、佐賀平野の重要な水がめとして利用されている。なお、当初は佐賀県営水道・佐賀市営水道による上水道事業も参加予定であったが、取りやめている。ところが1959年（昭和34年）頃より両水道事業の水源を嘉瀬川に求めることとなり、農業用水を取水する嘉瀬川土地改良区連合と佐賀市の間で厳しい水利権交渉が行われたと言われている。

### 水力発電

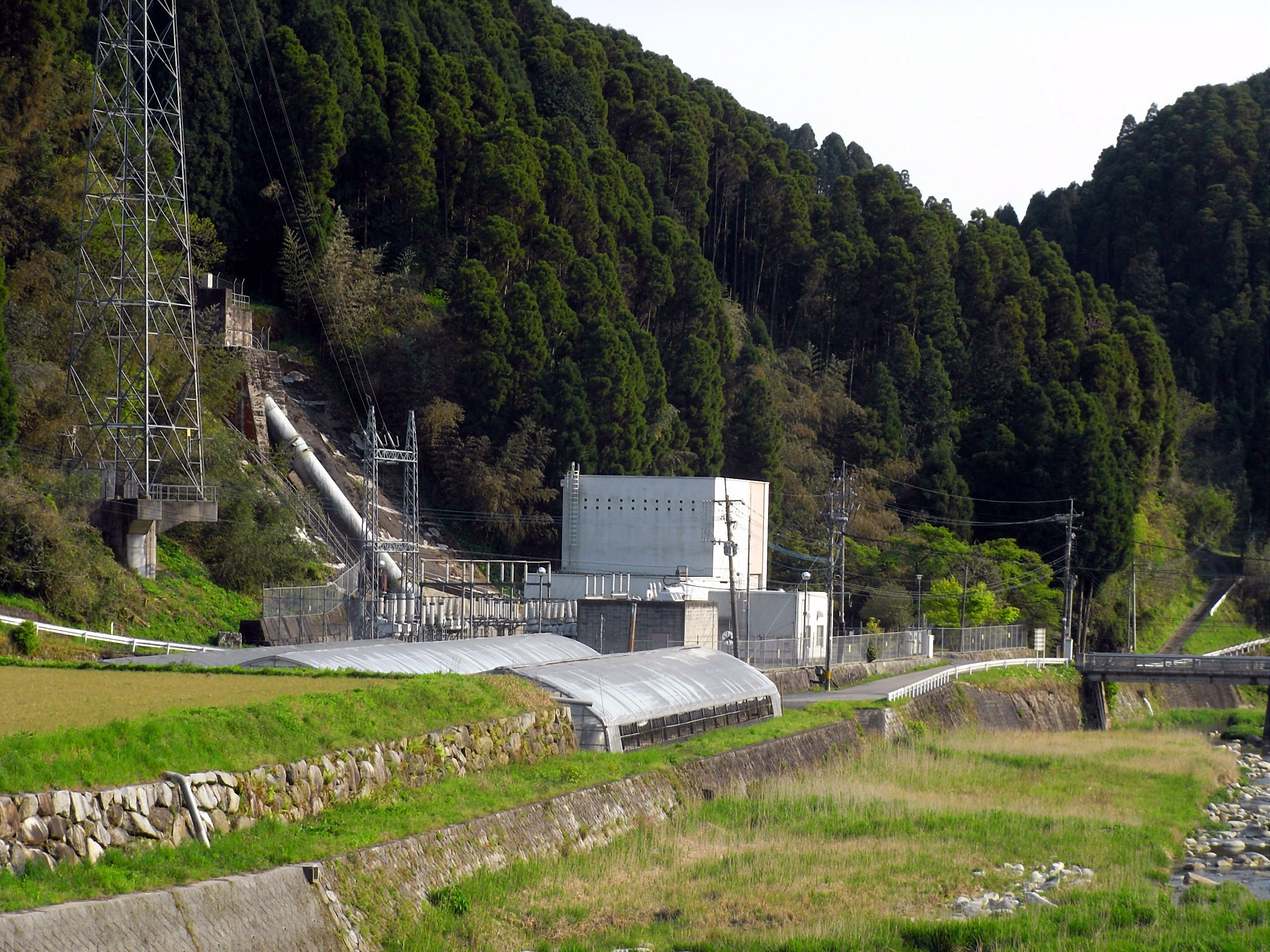
小関発電所

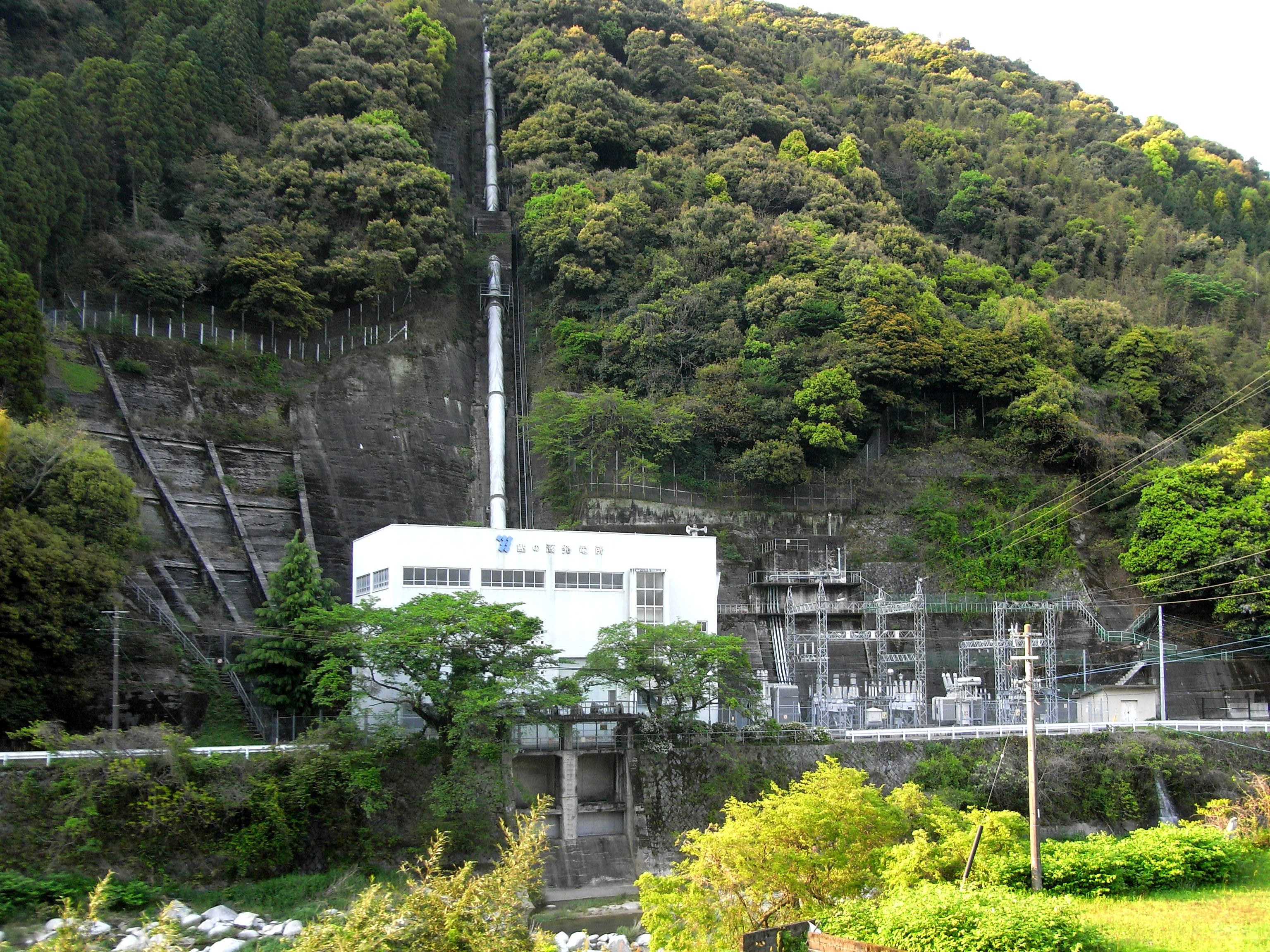
鮎の瀬発電所

食糧不足に並び電力不足も深刻な状況であった当時の日本は、水力発電の開発が全国各地で盛んに行われていた。ダム計画が発表された同年に日本発送電が分割・民営化され、九州電力が誕生した。九州電力は国策でもある電源開発事業に乗り出し、嘉瀬川の電源開発を計画し北山ダム事業に電気事業者として参加した。ダム直下流に小関発電所（認可出力：5,600 キロワット）を建設し、さらに北山ダムの貯水を送水して鮎の瀬発電所（認可出力：17,600 キロワット）・南山発電所（認可出力：4,300 キロワット）でも発電を行い、最終的に大和地区にある川上川第五発電所（認可出力：2,400 キロワット）の貯水池に放流して嘉瀬川に水を戻す。この貯水池（川上川第五ダム湖）は、嘉瀬川に放流した水量を調整して下流の急激な増水を防止する役割を担う逆調整池である。小関・鮎の瀬・南山三発電所合計の認可出力は27,500 キロワットとなり、電力不足にあえぐ当時の地域への大きな助けとなった。
この小関発電所建設中の1956年7月1日、発電用導水路トンネルの発破作業中に発破に使用するダイナマイトが誤って爆発を起こし、2人が死亡し4人が重傷を負う労働災害が起こった。これはトンネル工事中に湧き出た水によってダイナマイトの導火線が湿気を帯び、結果として通常より導火が遅れてしまったために退避するタイミングがずれてしまったことが原因であると検証されている。
ダムは1956年（昭和31年）に完成し、上椎葉ダム（耳川）と共にその後の九州地方の大ダム建設の先駆けとなった。だがダム建設に伴い富士町と三瀬村の110世帯の住民が移転を余儀なくされている。北山ダムには積極的な洪水調節機能がなく、嘉瀬川の治水対策は利水に比べて遅れていた。このため下流に1973年より嘉瀬川ダムの建設が建設省（現・国土交通省九州地方整備局）によって2011年（平成23年）の完成を目標に進められている。

## 北山湖

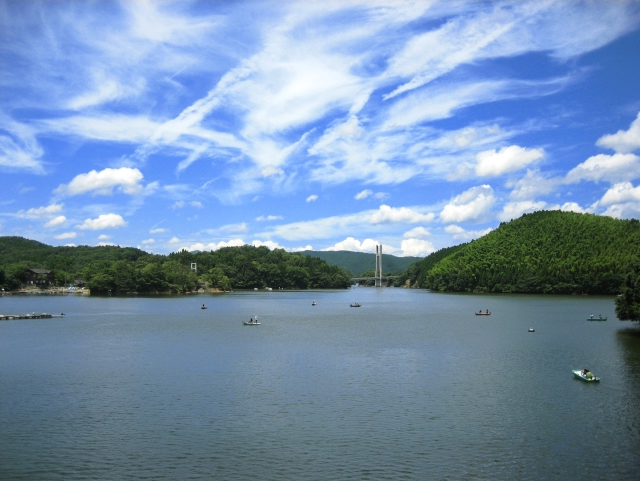
北山湖

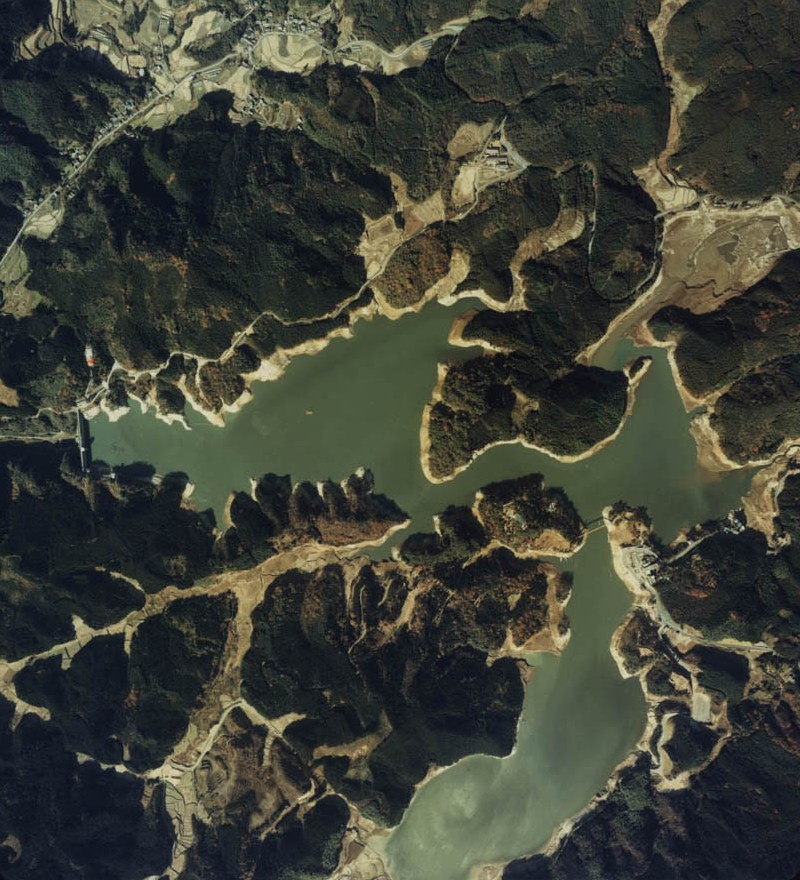
北山湖空撮。左中部に堤がある。国土交通省国土画像情報（カラー空中写真）、1981年撮影。

ダム湖である北山湖（北山貯水池）は人造湖であり、総貯水容量は約2,225万トンを誇る。下流に建設された嘉瀬川ダムの完成により1位の座を譲ったが、佐賀県で2位の規模を誇る人造湖が同じ嘉瀬川流域に連なっている。
北山貯水池は面積が200 haと広大で、貯水池周囲は複雑な地形となっておりあたかもリアス式海岸の様相を呈する。このため人造湖でありながら天然の湖に近いたたずまいを見せている。周囲はカシやシイ等といった照葉樹林が広がり、自然のままの風景を醸し出している。また貯水池はヘラブナを始め魚類の宝庫で北部九州の有名な湖釣りスポットで、休日になると多くの釣り人たちが訪れる。また湖岸にはサイクリングロードが整備されており、ほぼ湖を一周する。ダムの天端（てんば。ダムの頂上のこと）もサイクリングロードの一部になっており、家族連れなどがサイクリングをする光景が休日には見られる。スワンボートも貸し出されており、湖上を遊覧することも可能である。
ダム湖一帯は佐賀県によって脊振北山県立自然公園に指定されているほか、九州自然歩道が通過し北山国民休養地として憩いの場となっている。ダム左岸には佐賀県北山少年自然の家があり、佐賀県の県政100周年事業としてダム着工から30年後の1980年（昭和55年）に「県立21世紀県民の森」が北山湖畔に着工し、1991年（平成3年）に完成した。宿泊・キャンプ施設、遊具などが整備されており、観光地や保養地としての側面も濃くなっている。三瀬峠を越えると福岡県福岡市早良区であり、佐賀県内の他福岡市周辺からも訪れる人が多く、夏は避暑地として来訪者が増える傾向にある。
交通アクセスは佐賀市からは国道323号、福岡市からは国道263号を経由する。国道263号は三瀬峠付近で難路となっているが、近年三瀬トンネル有料道路が開通し、アクセスが向上した。かつては博多駅バスセンターから昭和バスによる定期路線があったが現在は廃止され、福岡市からの集客は専ら自家用車に依っている。